# Vaterunser-Kirche (Willsbach)

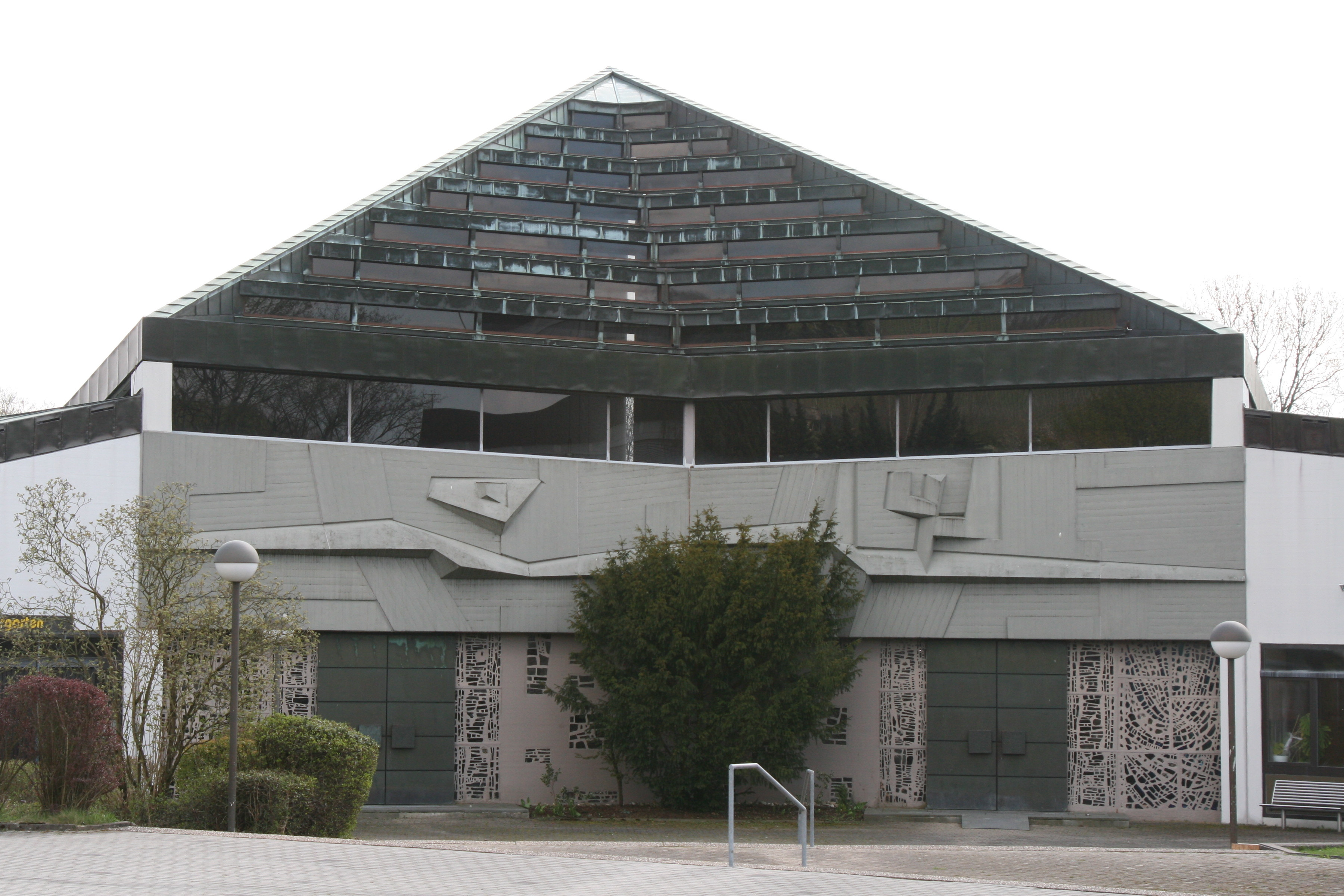
Vaterunser-Kirche in Willsbach

Die Vaterunser-Kirche ist eine katholische Kirche in Obersulm-Willsbach.

## Geschichte
Nachdem es infolge der religiösen Entwicklung seit der Reformation in Willsbach kaum Katholiken gab, erhöhte sich deren Zahl von 15 Personen um 1940 nach dem Zweiten Weltkrieg durch den Zuzug katholischer Flüchtlinge und Vertriebener auf über 500 im Jahr 1963. Die zuständige Pfarrei in Affaltrach erwarb zunächst ein Grundstück für ein Gemeindezentrum auf der Gemarkung des ebenfalls zu Obersulm zählenden Nachbarortes Sülzbach. Das Grundstück wurde jedoch zum Bau der Grund- und Hauptschule benötigt, sodass die katholische Gemeinde im Tausch an ein Grundstück in Willsbach gelangte. 1962 fand ein Architektenwettbewerb für einen Kirchenneubau mit Gemeindezentrum statt, den Karl Hans Neumann aus Stuttgart gewann. Das Holzmodell des Entwurfs inspirierte den Pfarrer Holz zu Assoziationen mit dem Gedicht Das Mysterium der unschuldigen Kinder von Charles Péguy, in dem das Vaterunser thematisiert wird, worauf sich der Name der Kirche gründet.
Die Vaterunser-Kirche wurde von April 1965 bis Januar 1967 errichtet und am 8. Januar 1967 von Bischof Carl Joseph Leiprecht geweiht. Die Baukosten beliefen sich auf rund 1,2 Millionen DM, wovon 700.000 DM als Zuschuss vom Bischöflichen Ordinariat bewilligt worden waren.

## Beschreibung
Die Kirche hat einen polygonalen Grundriss und ein lamellenartig aufgelöstes Dach. Die Außenfassade weist ein Sichtbetonrelief von Gerhard Tagwerker über dem Eingangsbereich auf, darunter Beton-Glasfenster von Josef de Ponte. Die Innenwände sind groß weiß verputzt. Bis auf einen Lichtschlitz hinter dem Altarbereich und Oberlichter wurde bewusst auf Fenster verzichtet. Das Kreuz über dem Hochaltar sowie verschiedene liturgische Geräte gestaltete Berthold Herzer aus Schwäbisch Gmünd. 1987 wurde an den Seitenwänden der Kirche eine Kreuzwegdarstellung eines jungen kroatischen Künstlers angebracht.
An den Kirchenraum schließen sich in zwei separaten Flügeln ein Kindergarten und ein Gemeindezentrum an.